# Diecezja Carabayllo
Diecezja Carabayllo (łac. Diœcesis Carabaillensis) – diecezja Kościoła rzymskokatolickiego w Peru, w metropolii Limy. Została erygowana 14 grudnia 1996 roku, na terytorium należącym wcześniej do archidiecezji Limy.

## Główne świątynie
- Katedra: Katedra św. Piotra w Carabayllo
- Prokatedra: Prokatedra Dobrego Pasterza w Sol De Oro

## Biskupi diecezjalni
- Lino Panizza Richero OFMCap. (1996–2022)
- Neri Menor Vargas OFM (od 2022)